# Павловский сельский совет (Богодуховский район)
Павловский сельский совет — входит в состав Богодуховского района Харьковской области Украины.
Административный центр сельского совета находится в селе Павловка.

## История
- 1918 — дата образования.

## Населённые пункты совета
- село Павловка
- село Кручик
- село Миролюбовка